# Džozef Morgan
Džozef Morgan (engl. Joseph Morgan, rođen kao Džozef Martin, 16. maja 1981) je britanski glumac. Najpoznatiji je po ulozi Klausa Mikaelsona u TV seriji Vampirski dnevnici i Prvobitni (engl. The Vampire Diaries and The Originals).A.M

## Privatan život
Džozef je rođen u Londonu, Velika Britanija. Živeo je u Morristonu 11 godina, učenik Morristonske Sveobuhvatljive škole, a zatim je studirao BTEC izvođačke umetnosti, kurs u Gorseinon koledžu, sada Gover koledžu Svonsi, pre nego što se ponovo vratio u London da studira na Centralnoj školi za govor i dramu u svojim kasnim tinejdžerskim godinama.

## Karijera
Počeo je da glumi u seriji Sky One na televiziji Hex, kao Troy i pojavio se u podršci uloge u filmovima Alexander i Master and Commander: The Far Side of the World i BBC2 mini seriji The Line of Beauty. On se takođe pojavio u televizijskoj seriji Doc Martin i Casualty i igrao je Williama u Mansfield Park zajedno sa Billie-m Piper-om. U 2010 je igrao naslovnu ulogu u mini seriji "Ben Hur", koja je prvi put emitovana na televiziji prekogranične saradnje u Kanadi i ABC TV u Americi, 4. aprila 2010.
On igra vampira Klausa u hit CW seriji Vampirski dnevnici i igrao Lysander u Immortals, zajedno sa Henry Cavill. Glumio je u hit serijama kao prvobitni Mikaelson vampir "The Originals" i "The Vampire Diaries".

## Filmografija
| Godine    | Film                           | Uloga                    | Beleške                                           |
| --------- | ------------------------------ | ------------------------ | ------------------------------------------------- |
| 2003      |                                |                          |                                                   |
| 2003      |                                |                          |                                                   |
| 2003      |                                |                          |                                                   |
| 2004      |                                |                          | TV series                                         |
| 2004      |                                |                          |                                                   |
| 2005      |                                |                          |                                                   |
| 2006      | Kenneth Williams: Fantabulosa! |                          |                                                   |
| 2006      | The Line of Beauty             |                          | TV mini-series                                    |
| 2007      | Mansfield Park                 |                          |                                                   |
| 2007      | Mister Lonely                  |                          |                                                   |
| 2007      | Silent Witness                 |                          | TV Series                                         |
| 2007      | Doc Martin                     |                          | TV series                                         |
| 2008–2009 | Casualty                       |                          | TV series                                         |
| 2010      | Ben Hur                        |                          | TV mini-series                                    |
| 2009-2017 | The Vampire Diaries            |                          | TV series, Recurring season 2, Main Cast season 3 |
| 2011      | Angels Crest                   |                          |                                                   |
| 2011      | The Grind                      |                          | post-production                                   |
| 2011      | Immortals                      |                          |                                                   |
| 2011      | 500 Miles North                |                          |                                                   |
| 2013-2018 | The Originals                  | Nicklaus Michaelon/Klaus | TV series                                         |

## Spoljašnje veze
- Džozef Morgan na sajtu  (jezik: engleski)